# 杰夫·法雷尔
杰夫·法雷尔（英語：Jeff Farrell，1937年2月28日—），美国男子游泳运动员。他曾代表美国参加1960年夏季奥林匹克运动会游泳比赛，获得男子4×200米自由泳接力和男子4×100米混合泳接力金牌。